# Exp (groupe)
Pour les articles homonymes, voir Exp.
E.X.P. est un groupe italien de dance des années 1990.

## Historique
E.X.P. est composé de Luca Galiati, Jimmy Nicoli, Mario Borgonovo et la chanteuse Julia. Ils font partie du label italien DV Factory. Les deux premiers titres seront deux hits en discothèque. Le titre Welcome To The Dance serait une production d'un groupe homonyme, dixit Luca Galiati. Les titres suivants passeront inaperçu. The Sound est inspiré du titre The Rhythm of the Night de Corona avec une deuxième chanteuse Katia aux vocaux. 
En 2005, E.X.P. reviennent avec un nouveau single The player. En 2006, ils font une reprise du titre This is your life de Banderas. Actuellement Luca Galiati travaille sur de nouveaux projets, station de radio et clubs.

## Discographie
- Before The Night (1992) [#25 en France]
- Shake Your Body (1993)
- Welcome To The Dance (1993) [#34 en France]
- Save Me (1993)
- The Sound (Keep Rolling) (1994)
- Keep On (1995)
- Step By Step (1995)
- Dream Of The Night (1996)
- Dunga ! Dunga ! (1997)
- The player (2005)
- This Is Your Life (2006)

## Productions
- Barrista : Loca (1993)
- Gioia : Away (2001)
- Gisella : Joy (1999)
- Gisella : Shine on me (2000)
- Le Coultre : Josephine (1995)
- Le Coultre : Beach (1995)
- Platoon : La marcia (2000)
- The Brockers : To the radio (2000)
- Veronica : I can't get enought (1999)